# Allerheiligen im Mürztal
Pour les articles homonymes, voir Allerheiligen.
Allerheiligen im Mürztal est une ancienne commune autrichienne du district de Bruck-Mürzzuschlag en Styrie qui fait partie de la ville de Kindberg depuis le 1er janvier 2015.